# Ventura Salimbeni

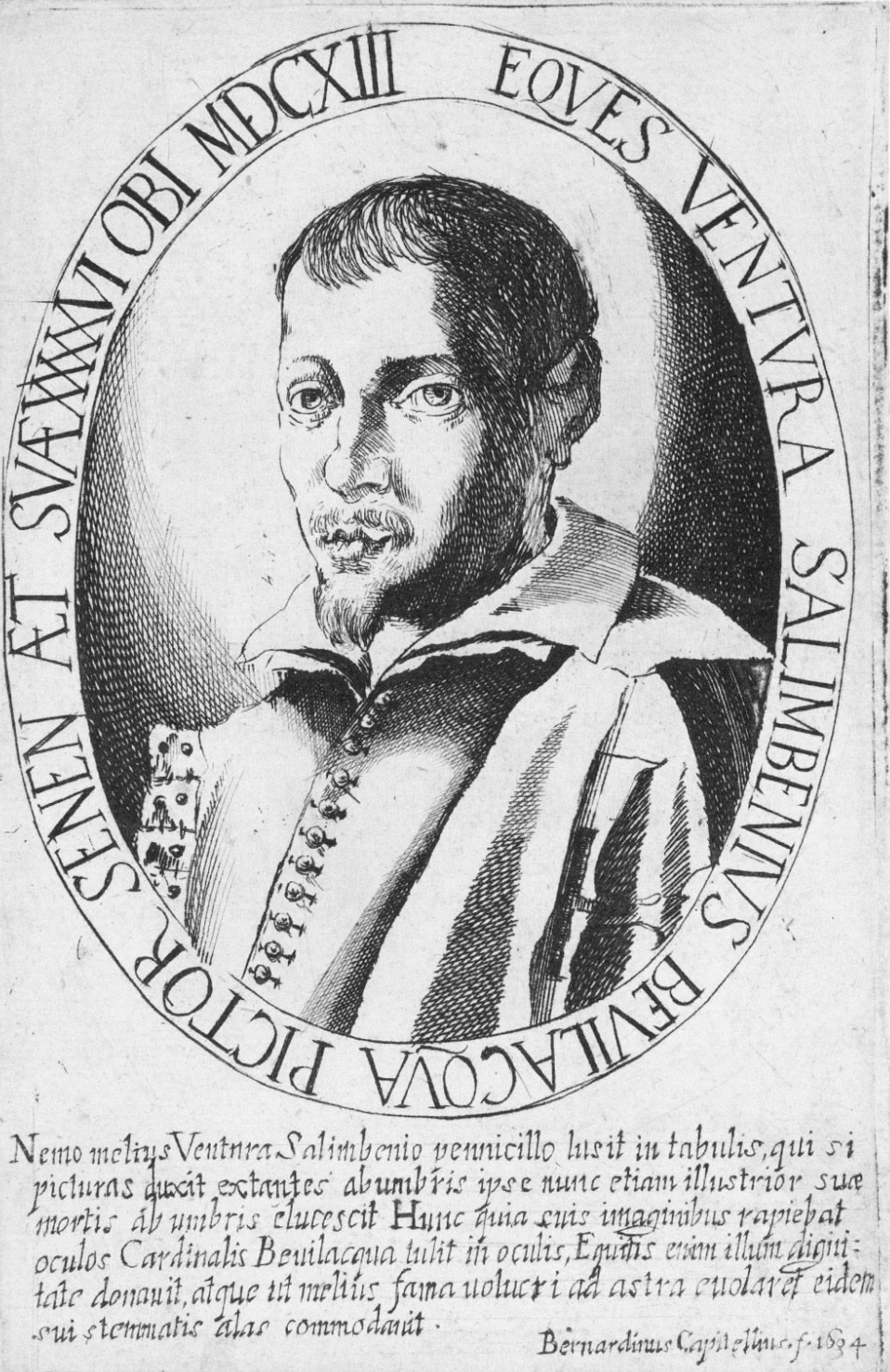
Ventura Salimbena (naar een schilderij van Annibale Carracci, 1634)

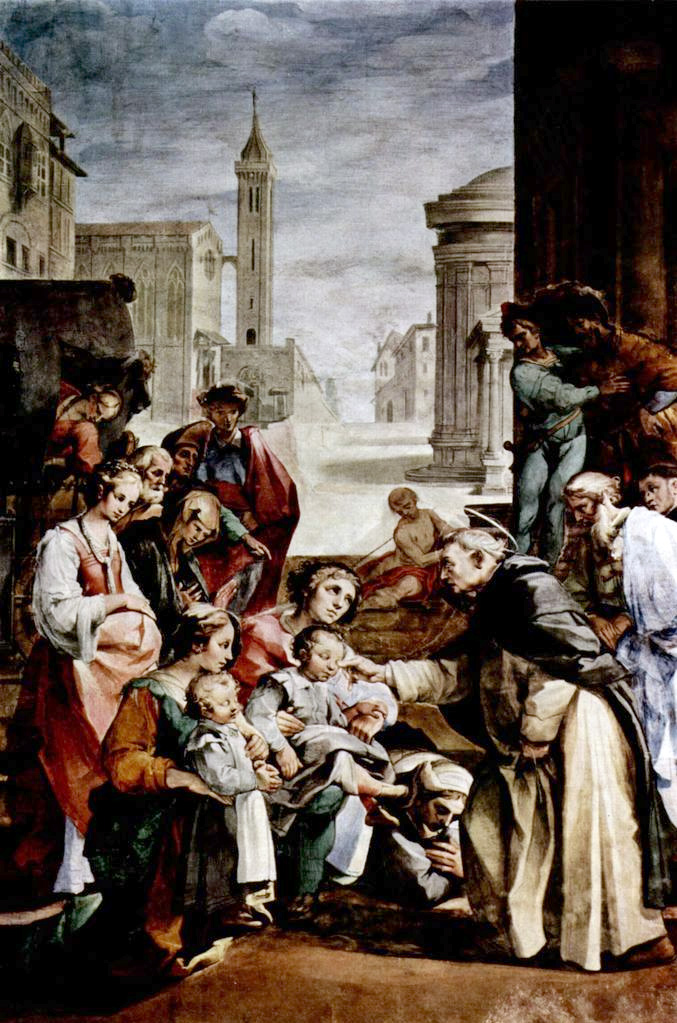
Sint Hyacinthus die de blinde tweeling geneest

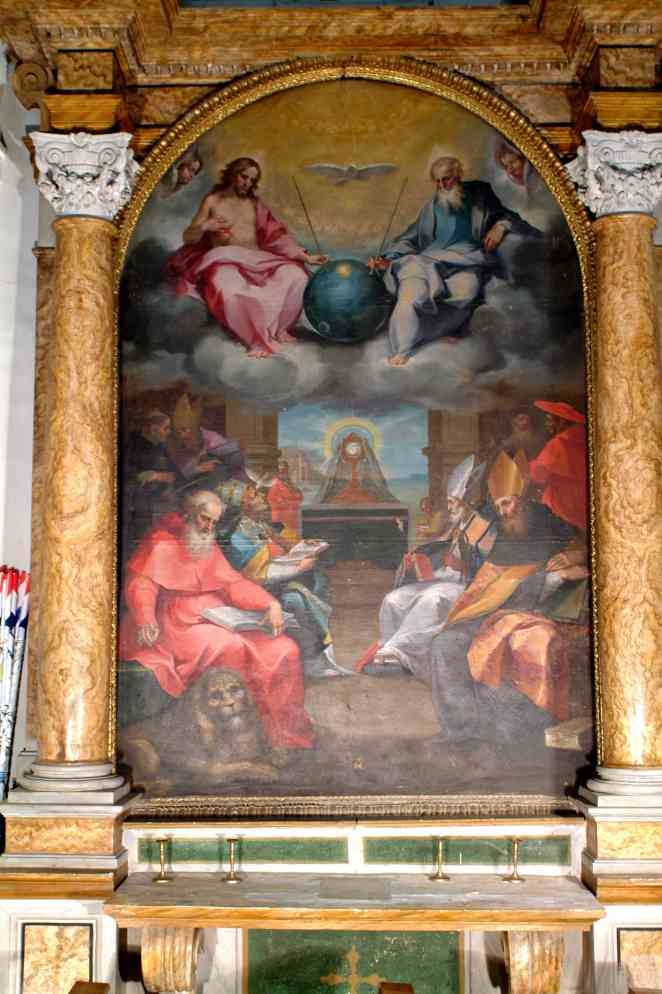
Heiliging van de Eucharistie

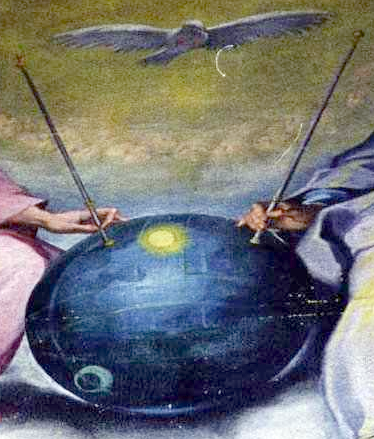
Hemelse sferen van de Eucharistie (Disputa)

Ventura di Archangelo Salimbeni, beter bekend als Ventura Salimbeni, later ook Bevilacqua genoemd (Siena, 20 januari 1568 - aldaar, 23 november 1613) was een Italiaanse, maniëristisch werkende kunstschilder en graficus. Hij behoorde tot de laatste vertegenwoordigers van de stijl van het Quattrocento (15e-eeuwse Italiaanse renaissance), zoals die in Siena werd beoefend. De naam Salimbeni wordt soms ook gespeld als Salimbene.

## Leven en werk
Salimbeni kreeg, samen met zijn halfbroer Francesco Vanni, schilderles van zijn vader Arcangelo Salimbeni. Hij heeft waarschijnlijk enige tijd in Noord-Italië doorgebracht voordat hij, in opdracht van Paus Sixtus V, in 1588 naar Rome ging om bij te dragen aan de fresco's van de Vaticaanse bibliotheek.
In de jaren 1590-1591 kreeg hij opdracht van kardinaal Bonifazio Bevilacqua Aldobrandini om zowel de schilderingen in Il Gesù, de kerk van de jezuïeten in Rome, als die in de Basilica di Santa Maria Maggiore te vervaardigen. Deze schilderwerken tonen de maniëristische invloed van Giuseppe Cesari (Cavalier D'Arpino) en Andrea Lillio.
In 1595 keerde Salimbeni naar Siena terug. Hij werd daar een van de leidende figuren van het maniërisme. In zijn tijd verschoof de schilderstijl van maniërisme naar barok. In Siena onderging hij de invloed van Federico Barocci, zoals is te zien aan de plotselinge lichtwisselingen op de gewaadplooien op zijn schilderij De geboorte van de Heilige Maagd in de San Domenica-kerk in Ferrara (1607-1608).
Hij voltooide van 1595-1602 verschillende schilderijen-cycli in verschillende kerken in Siena, zoals cycli in de Santa Trinità en in de Santo Spirito. Hij staat bekend om zijn gedetailleerde voorstudies en schetsen, waarvan de meeste zich nu in de Uffizi in Florence en de Fine Arts Museums van San Francisco bevinden. Omstreeks 1600 begon hij met scènes uit "Het leven van Sint Hyacinthus" voor de Santo Spirito-kerk in Siena. In de Basilica della Santissima Annunziata di Firenze heeft hij verschillende "halve-manen" (lunetten) geschilderd, die gebeurtenissen uit de geschiedenis van de Servieten van Maria weergeven. In de Duomo di San Salvatore voltooide hij een fraaie Johannes de Doper.
Omstreeks dezelfde tijd - rond 1600 - kreeg hij een aanstelling in Assisi voor fresco's over de Opstanding van Christus en De stervende Sint Clara van Assisi krijgt een bezoek van de Paus. Deze bevinden zich aan het gewelfde plafond van de kapel San Massimo in de Basilica di Santa Maria degli Angeli.
In 1603 kreeg Salimbeni opdracht fresco's te schilderen met scènes uit het leven van de patroonheiligen van twee kerken in Siena, de Quirico en Giulitta. Hij werkte aan die fresco's samen met de schilder Alessandro Casolano, net als in de Santa Trinità. Hij voltooide tevens drie schilderijen voor de kerk San Pietro (Quartiere Pianello) in Montalcino: De overhandiging der sleutels aan Petrus (1599), De verheerlijking van de Eucharistie (1600) en de Kruisiging (1604).
In die tijd heeft hij in de Basilica di San Pietro van Perugia ook Het visioen van Gregorius de Grote en de Bestraffing van David geschilderd. De pauselijke gezant kardinaal Bonifazio Bevilacqua (1571-1627) die opdracht had gegeven voor deze schilderijen, was er zo tevreden over dat hij de Orde van de Gulden Spoor (pauselijke ridderorde) toekende aan Ventura Salimbeni. Sindsdien was hij gerechtigd zich Cavalieri Bevilacqua te noemen. Hij heeft tevens het doek Maria hemelvaart (1607) geschilderd voor San Frediano, een kerk in Pisa.
In 1612 schilderde hij het Leven van Sint Galganus voor de Chiesa del Santuccio in Siena, waarbij de heilige heremiet werd afgebeeld in een bosrijk landschap.
Zijn laatste kunstwerk was het olieverfschilderij Het huwelijk van de Heilige Maagd (1613) voor het Seminario diocesano in Foligno.
Hij werd beïnvloed door Federico Barocci, Domenico Beccafumi en Lodovico Cigoli. Tot zijn leerlingen behoorden Alessandro Casolano, Pier Francesco Morazzone, Astolfo Petrazzi, Simondio Salimbeni. Ook Rutilio di Lorenzo Manetti zou door hem beïnvloed zijn.
Tussen 1589 en 1594 maakte hij in Rome etsen. Hiervan zijn er zeven bewaard gebleven. Ze worden gerekend tot de fraaiste etsen uit die periode. De vroegste en tevens de grootste is De doop van Christus uit 1589. Deze heeft hij gemaakt in samenwerking met de meer ervaren etser Ambrogio Brambilla.

## Werken (selectie)
- St. Agnes (1590, ets, De Young Museum, San Francisco, CA)
- De Annunciatie (1594, tekening, De Young Museum, San Francisco, CA)
- Huwelijk van de Heilige Maagd (1590, De Young Museum, San Francisco, CA)
- Twee vrouwenstudies (De Young Museum, San Francisco, CA)
- Figuurstudies van een man en een zittende vrouw (De Young Museum, San Francisco, CA)
- Studies van een mannenfiguur met zwaard (De Young Museum, San Francisco, CA)
- Madonna met Kind (De Young Museum, San Francisco, CA)
- Figuurstudies van een man en een staande vrouw (De Young Museum, San Francisco, CA)
- Joachim en Anna (1590, ets, De Young Museum, San Francisco, CA)
- De Annunciatie (Museum van Schone Kunsten, Boedapest)
- Dood van St. Clara met troostende Paus Innocent IV (tekening, Fitzwilliam Museum, Cambridge, UK)
- Christus aan het kruis met de Maagd Maria, Maria Magdalena & Johannes (Courtauld Institute of Art, Londen)
- Twee studies van een vrouwenhoofd en een schets van een voet (Courtauld Institute of Art, Londen)
- Knielend kind met vaas (Courtauld Institute of Art, Londen)
- Huwelijk van de Heilige Maagd (Diocesaan Seminarie, Foligno)
- Madonna met Kind verheerlijkt, (1590, Grand Rapids Art Museum, Michigan)
- Drie-eenheid met St. Petrus en St. Bernard, (Musée Fesch, Ajaccio, Frankrijk)
- Studie voor een altaarstuk (tekening, Fogg Art Museum, Boston, MA)
- De heilige Catharina van Sienna (Penseel/krijt, Haarlem, Teylers Museum)
- St. Lorenzo and St. Carolus Borromeüs aanbidden Jezus' Naam (1620, San Lorenzo)
- Fresco's van Christus' Opstanding (Bagno Vignoni)
- Afbeelding Ventura Salimbeni (Bernardino Capitelli, 1634)
- Fresco van de Drie-eenheid met aardbol (Montalcino)
- Opstanding van Christus in de kapel van Gods heenzending in de Basilica di Santa Maria degli Angeli (Assisi)

- Biblioteca Nacional de España: XX1277237
- Bibliothèque nationale de France: cb14979555j (data)
- Gemeinsame Normdatei: 118605046
- International Standard Name Identifier: 0000 0000 8339 1043
- KulturNav: 69cfca7a-1294-4d46-9b8a-6ee0c7f9c99f
- Library of Congress Control Number: nr2003028087
- Nationale Bibliotheek van Israël: 987007286839905171
- Nederlandse Thesaurus van Auteursnamen: 166703303
- RKD-Nederlands Instituut voor Kunstgeschiedenis: 69379
- Istituto Centrale per il Catalogo Unico: RMLV037004
- SNAC: w6qp3xxn
- Système universitaire de documentation: 170428079
- Museum of New Zealand Te Papa Tongarewa: 33483
- Union List of Artist Names: 500013995
- Virtual International Authority File: 7661075
- WorldCat: E39PBJq6WTfCr3qvM4hVKJvmBP